# Păpușa (roman)
Păpușa (în poloneză Lalka) este un roman din 1890 al scriitorului polonez Bolesław Prus.
Păpușa a fost considerată de unii, inclusiv laureatul Premiului Nobel Czesław Miłosz, ca fiind cel mai mare roman polonez. Potrivit biografului lui Prus Zygmunt Sztweykowski, acesta poate fi unic în literatura lumii secolului al XIX-lea ca o imagine cuprinzătoare și convingătoare a unei întregi societăți.